# 斯莫利內 (蘇梅州)
51°52′15″N 34°9′1″E / 51.87083°N 34.15028°E
斯莫利內（烏克蘭語：Смолине）是位於烏克蘭東北部的村莊，由蘇梅州紹斯特卡區的埃斯曼市鎮負責管轄。該村處於斯維薩河右岸，分別距離斯梅卡里夫卡1公里和福托維日2.5公里，海拔高度167米，2001年人口38。